# سامهان
سامهان (به کره‌ای: 삼한)، به معنی «سه هان» نام جمعی اتحادیه‌های بیونهان، جینهان و ماهان بود که در قرن اول پیش از میلاد در دوره سه پادشاهی نخست کره یا سامهان پدیدار شدند. اتحادیه‌های سامهان که در مناطق مرکزی و جنوبی شبه جزیره کره واقع شده بودند، سرانجام با هم ادغام شدند و به پادشاهی‌های بکجه، گایا و شیلا تبدیل شدند. نام «سامهان» همچنین به سه پادشاهی کره اشاره دارد.
سام (三) یک کلمه چینی-کره‌ای به معنای «سه» است و هان یک کلمه کره‌ای به معنای «بزرگ (یک)، باابهت، بزرگ، زیاد و بسیار» است. هان به حروف چینی «韓، 漢، 幹 یا 刊» نوشته شده است، اما زبان‌شناسان خارجی معتقدند که این کلمه با کلمه هان در زبان چینی هان و پادشاهی‌ها و سلسله‌های چینی که هان (漢) و هان (韓) نیز نامیده می‌شوند، ارتباطی ندارد. کلمه هان هنوز در بسیاری از کلمات کره ای مانند «هانگاوی (한가위)» - کره بومی باستانی برای «چوسوک (秋夕، 추석)»، «هانگارام (한가람)» - کره ای بومی قدیمی برای «هانگانگ (漢江، 한가)» زبان کره ای برای «ته‌جون (大田، 대전)»، «هانابی (하나비)» - واژه ای مربوط به دوران چوسان (در اواخر کره میانه) برای پدربزرگ؛ مرد مسن (اغلب «هارابوجی» (할아버지) در کره ای امروزی، اگرچه برخی از سخنرانان کره شمالی هنوز هم ممکن است به شکل کره شمالی «هابی» استفاده کنند). «ما» به معنای جنوب، «بیون» به معنای درخشان و «جین» به معنای شرق است.
بسیاری از مورخان گفته‌اند که کلمه «هان» ممکن است به صورت «گان» یا «کان» تلفظ شده باشد. زبان شیلایی از این کلمه برای پادشاه یا حاکم استفاده می‌کرده است، همان‌طور که در کلمات (마립간، 麻立干؛ ماریپگان) و (거서간/거슬한، 居西干/居瑟邯؛ گوسوگان/گوسولهان) یافت می‌شود. الکساندر ووین معتقد است که این کلمه مربوط به خان مغولی و هان منچوری به معنی حاکم است و منشأ نهایی آن شیونگ‌نو و ینی‌سیایی است.
تصور می‌شود که سامهان تقریباً همزمان با سقوط گوچوسان در شمال کره در سال ۱۰۸ پیش از میلاد شکل گرفته باشد. کتاب سامگوک ساگی نوشته کیم بوشیک، یکی از دو کتاب تاریخی معرف کره، اشاره می‌کند که مردم جینهان از گوچوسان مهاجرت کرده‌اند، که نشان می‌دهد قبایل اولیه هان که به جنوب شبه‌جزیره کره آمدند، در اصل از مردم گوچوسان هستند. این همزمان با ناپدید شدن دولت جین در جنوب کره از سوابق مکتوب است. تا قرن چهارم، ماهان به‌طور کامل در پادشاهی بکجه، جینهان در پادشاهی شیلا و بیونهان در کنفدراسیون گایا که بعدها توسط شیلا ضمیمه شد، جذب شد.
از سده هفتم میلادی، نام سامهان مترادف با سه پادشاهی کره شد. هان در نام‌های امپراتوری کره، ته هان جگوک، و جمهوری کره (کره جنوبی)، ته هان مینگوک یا هانگوک، با اشاره به سه پادشاهی کره نامگذاری شده‌اند، نه کنفدراسیون‌های باستانی در جنوب شبه جزیره کره.